# جيمس في. هيرنغ
جيمس في. هيرنغ (بالإنجليزية: James V. Herring)‏ هو فنان وأستاذ جامعي أمريكي، ولد في 1887، وتوفي في 1969.